# Aporodesmus dentiger
Aporodesmus dentiger är en mångfotingart som beskrevs av Carl 1909. Aporodesmus dentiger ingår i släktet Aporodesmus och familjen Cryptodesmidae. Inga underarter finns listade i Catalogue of Life.